# مجمع کشورهای صادرکننده گاز
مجمع کشورهای صادرکنندهٔ گاز یا اوپک گازی که به اختصار (GECF) نامیده می‌شود، سازمان تازه‌بنیانی است که توسط ایران، روسیه، قطر و تعدادی از دیگر کشورهای صادرکنندهٔ گاز، در ۲۳ دسامبر ۲۰۰۸ تأسیس شد. در حالی‌که ایدهٔ اولیهٔ تأسیس چنین سازمانی از جانب ایران بود، دولت محمود احمدی‌نژاد نتوانست از سمت‌های عالی‌رتبهٔ این سازمان، سهمی را از آن خود کند؛ بدین ترتیب که دبیر کل مجمع از کشور روسیه انتخاب می‌شود و دبیرخانهٔ آن نیز در دوحهٔ قطر مستقر می‌شود.
کشورهای عضو مجمع صادرکنندگان گاز، ۴۲ درصد از تولید گاز جهان، ۷۰ درصد از ذخایر گازی جهان، ۳۸ درصد از انتقال گاز با خط لوله و ۸۵ درصد از تجارت گاز طبیعی مایع‌شده (ال‌ان‌جی) را در اختیار دارند.

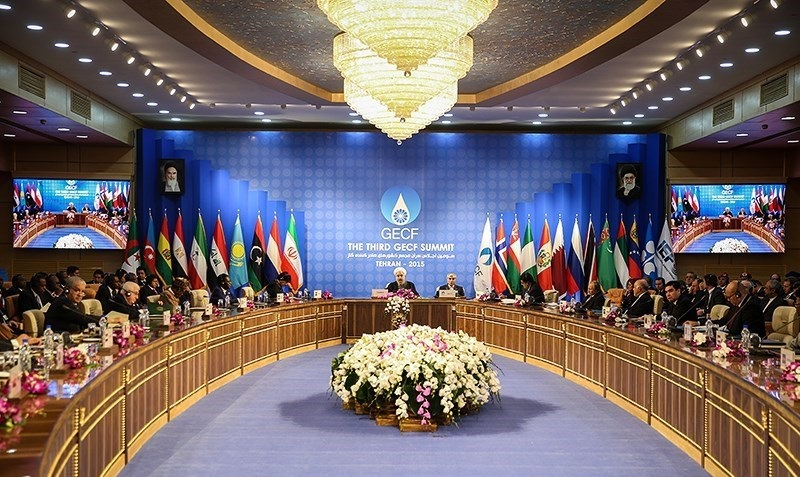
حسن روحانی میزبان سومین نشست GECF در تهران, ۲۲ مه ۲۰۱۵

## تأسیس
طرح تأسیس اوپک گازی در ۱۰ بهمن سال ۱۳۸۵ از سوی رهبر ایران در دیدار با ایگور ایوانف دبیر شورای امنیت وقت روسیه مطرح شد. سید علی خامنه‌ای با اشاره به وجود نزدیک به نیمی از ذخایر گاز جهان در روسیه و ایران پیشنهاد کرد که این دو کشور با کمک یکدیگر می‌توانند بنای یک سازمان مربوط به همکاری‌های گازی را همچون اوپک پایه‌گذاری کنند که بعدها در سفر مقام‌های روسی به قطر، یکی دیگر از کشورهای دارنده ذخایر عظیم گازی، این پیشنهاد به آن کشور نیز ارائه و مورد موافقت مقامهای دوحه قرار گرفت.

## کشورهای تشکیل دهنده
ایران و ۱۰ کشور دیگر صادرکننده گاز، اعضای مجمع کشورهای صادرکننده گاز هستند. این کشورها عبارتند از: ایران، روسیه، گینه استوایی، قطر، امارات متحده عربی، ونزوئلا، نیجریه، مصر، الجزایر، بولیوی و ترینیداد و توباگو.

## نشست‌ها
با توجه به نشست‌های وزیران نفت کشورهای عضو اوپک گازی از سال ۲۰۰۱ تاکنون، سال نشست سال ۲۰۱۳ را می‌توان پانزدهمین نشست از این دست دانست که قرار است در آبان ۱۳۹۲ به میزبانی تهران برگزار شود. با توجه به ریاست ادواری وزیران نفت کشورهای عضو، ریاست نشست پانزدهم نیز به وزیر نفت ایران اعطا شده‌است. در انتهای مراسم تأیید کابینه حسن روحانی، بیژن نامدار زنگنه به عنوان وزیر نفت جدید ایران انتخاب شد که بنابر تصمیمات قبلی، رئیس دوره‌ای مجمع کشورهای صادرکننده گاز می‌شود.
سومین اجلاس کشورهای صادرکننده گاز (GECF) در تهران روز دوشنبه (دوم آذرماه ۹۴) برگزار شد.